# Lijst van Stuttgarters
Deze lijst van Stuttgarters geeft een overzicht van bekende personen die in de Duitse hoofdstad Stuttgart zijn geboren, met een artikel op Wikipedia.

## In Stuttgart geboren

### Voor 1800
- Eberhard I van Württemberg (1265–1325), graaf van Württemberg
- Everhard IV van Württemberg (1388-1419), graaf van Württemberg
- Paul Peuerl (1570-1625), Duits-Oostenrijks componist, organist en orgelbouwer
- Antonia van Württemberg (1613-1679), deskundige op het gebied van de Hebreeuwse taal, de rabbijnse literatuur en de kabbala
- Johann Jakob Froberger (1616-1667), componist, klavecinist en organist
- Willem Lodewijk van Württemberg (1647-1677), hertog van Württemberg
- Frederik Eugenius van Württemberg (1732-1797), hertog van Württemberg
- Johann Friedrich Cotta (1764-1832), uitgever, industrieel, baron en politicus
- Johann Friedrich Pfaff (1765-1825), wiskundige
- Georg Wilhelm Friedrich Hegel (1770-1831), filosoof
- Gustav Schwab (1792-1850), schrijver en predikant
- Friedrich von Alberti (1795-1878), geoloog en mijnbouwkundige

### 1800–1849
- Wilhelm Hauff (1802-1827), schrijver
- Johann Christoph Blumhardt (1805-1880), luthers predikant
- Helena Charlotte van Württemberg (1807-1873), echtgenote van grootvorst Michaël Pavlovitsj van Rusland
- Willem I van Urach (1810-1869), hertog van Urach
- Pauline van Württemberg (1810-1856), dochter van prins Paul van Württemberg
- August van Württemberg (1813-1885), prins uit het Huis Württemberg en een generaal-veldmaarschalk
- Marie Frederike Charlotte van Württemberg (1816-1887), dochter van koning Willem I van Württemberg en Catharina Paulowna van Rusland
- Georg Herwegh (1817-1875), dichter
- Marie Humbert-Droz (1819-1888), Zwitserse gouvernante, redactrice en feministe
- Karel I van Württemberg (1823-1891), koning van Württemberg
- Albert Oppel (1831-1865), paleontoloog en stratigraaf
- Feodora van Hohenlohe-Langenburg (1839-1872), prinses van Hohenlohe-Langenburg
- Willem II van Württemberg (1848-1921), koning van Württemberg

### 1850–1899
- Otto Hölder (1859-1937), wiskundige
- Karl Bauer (1868-1942), graficus, schilder en schrijver
- Sophie Chotek (1868-1914), echtgenote van aartshertog Frans Ferdinand van Oostenrijk-Este
- Hans Spemann (1869-1941), embryoloog en Nobelprijswinnaar (1935)
- Albert Tafel (1877-1935), arts, ontdekkingsreiziger en tibetoloog
- Pauline van Württemberg (1877-1965), prinses uit het Huis Württemberg
- Julius Frey (1881-1960), zwemmer
- Ernst von Weizsäcker (1882-1951), diplomaat en politicus
- Bruno Frank (1887-1945), schrijver
- Oskar Schlemmer (1888-1943), kunstenaar
- Dietrich Kraiss (1889-1944), generaal
- Fritz Mannheimer (1890-1939), bankier en kunstverzamelaar
- Philipp van Württemberg (1893-1975), hertog van Württemberg
- Konrad von Alberti (1894–1967), Generalmajor tijdens de Tweede Wereldoorlog
- Max Horkheimer (1895-1973), socioloog en filosoof

### 1900–1909
- Fred Uhlman (1901-1985), advocaat, kunstschilder en schrijver
- Kurt Schumacher (1905-1942), beeldhouwer
- Berthold Schenk von Stauffenberg (1905-1944), jurist en verzetsstrijder

### 1910–1919
- Gerda Taro (1910-1937), oorlogsfotografe
- Erwin Bauer (1912-1958), Formule 1-coureur
- Karl Münchinger (1915-1990), dirigent

### 1920–1929
- Richard von Weizsäcker (1920-2015), bondspresident van Duitsland (1984-1994)
- Kurt Adolff (1921-2012), Formule 1-coureur
- Werner Ungerer (1927-2014), diplomaat en hoger ambtenaar
- Hans Herrmann (1928), Formule 1-coureur
- Manfred Rommel (1928-2013), burgemeester
- Karlheinz Senghas (1928-2004), botanicus

### 1930–1939
- Wilferd Madelung (1930-2023), islamoloog
- Helmuth Rilling (1933), dirigent en organist
- Michael May (1934), Zwitsers Formule 1-coureur
- Manfred Wörner (1934-1994), politicus en secretaris-generaal van de NAVO (1988-1994)
- Helmut Lachenmann (1935), componist
- Gerhard Ertl (1936), natuurkundige en Nobelprijswinnaar (2007)

### 1940–1949
- Eberhard Weber (1940), contrabassist en componist
- Bert Sakmann (1942), celfysioloog en Nobelprijswinnaar (1991)
- Horst Köppel (1948), voetbalmanager en speler

### 1950–1959
- Stephan Weidauer (1951), componist, muziekpedagoog, musicoloog, dirigent en fagottist
- Angelika Speitel (1952), lid van de Rote Armee Fraktion
- Stephan Micus (1953), multi-instrumentalist
- Günther Oettinger (1953), politicus
- Rainer Adrion (1953), voetballer
- Roland Emmerich (1955), filmregisseur en -producent
- Barbara Meyer (1956), lid van de Rote Armee Fraktion
- Peter Schilling (1956), zanger uit de Neue Deutsche Welle
- Hansi Müller (1957), voetballer
- Axel Ruoff (1957), componist en muziekpedagoog

### 1960–1969
- Greg Iles (1960-2025), Amerikaans thrillerschrijver
- Beate Bühler (1964), volleybal- en beachvolleyballer
- Uli Gsell (1967), beeldhouwer
- Michael Rauner (1967), Nederlands politicus en bestuurder
- Jürgen Klopp (1967), voetballer en voetbaltrainer
- Ulrike Frank (1969), actrice

### 1970–1979
- Jens Keller (1970), voetballer en voetbalcoach
- Peer Baierlein (1972), jazzmuzikant
- Tayfun Korkut (1974), voetballer
- Nina Hoss (1975), actrice

### 1980–1989
- Michael Berrer (1980), tennisspeler
- Markus Winkelhock (1980), autocoureur
- Savvas Exouzidis (1981), voetballer
- Simon Greul (1981), tennisser
- Sami Khedira (1987), voetballer
- Johannes Theobald (1987), autocoureur
- Jens Grahl (1988), voetballer

### 1990–1999
- Joselu (1990), Spaans voetballer
- Leonie Maier (1992), voetbalster
- Kenan Karaman (1994), voetballer
- Rani Khedira (1994), voetballer
- Jeremy Toljan (1994), voetballer
- Odisseas Vlachodimos (1994), voetballer
- Serge Gnabry (1995), voetballer
- Kira Weidle (1996), alpineskiester
- Timo Werner (1996), voetballer

### Vanaf 2000
- Diant Ramaj (2001), Duits-Kosovaars voetballer
- Jamal Musiala (2003), Duits-Engels voetballer